# Henry Koch (Offizier)
Henry Albert Koch (* 13. August 1891 in Breslau; † 24. Mai 1977 in Regensburg) war ein deutscher Marineoffizier und Wehrwirtschaftsbeamter.

## Leben
Henry Koch wurde 1891 in Breslau als Sohn des Ingenieurs Heinrich Koch und dessen Ehefrau Emma, geborene Gundlach, geboren.
Er trat am 1. April 1910 in die Kaiserliche Marine (Crew 10) ein und wurde am 27. September 1913 zum Leutnant zur See befördert. Bei Ausbruch des Ersten Weltkriegs war er Als Wachoffizier auf das Kanonenboot Luchs kommandiert und wechselte am 1. August 1914 als Wachoffizier auf den ehemaligen Reichspostdampfer Prinz Eitel Friedrich, der zu dieser Zeit in Tsingtau zum Hilfskreuzer ausgerüstet wurde. Die Prinz Eitel Friedrich brach am 6. August 1914 zum Kreuzerkrieg im Pazifik und Atlantik auf. Nach einer Dampfstrecke von 30.000 sm und Versenkung von elf Handelsschiffen mit 33.424 BRT lief das Schiff am 11. März 1915 in Newport News im US-Bundesstaat Virginia ein, um dort internieren zu werden. Im November 1915 konnte Koch aus der Internierung fliehen und wollte nach Deutschland zurückkehren, wurde aber in England gefangen genommen. Nach erneuter Flucht von dort wurde er von April 1918 bis Kriegsende in den Niederlanden interniert.
Koch wurde am 17. Mai 1919 zum Oberleutnant zur See befördert, das Patent trug das Datum 22. März 1916. Am 28. Juli 1920 wurde Koch mit dem Charakter als eines Kapitänleutnants aus der Reichsmarine entlassen, später (nach Mai 1922) aber reaktiviert.
Ab Mai 1937 war er bis Oktober 1939 Gruppenleiter im Wirtschaftsrüstungsamt des Oberkommandos der Wehrmacht (OKW). Anschließend war er zum Bevollmächtigten der Kriegsmarine in Danzig kommandiert. Ab Januar 1940 war Koch Schiffahrtsreferent in der Kriegsmarinedienststelle Danzig. Von dort wurde er als Schiffahrtsreferent in Vertretung von Juni bis Juli 1940 an die Kriegsmarinedienststelle nach Oslo entsandt. Er kehrte bis Juni 1941 als Schiffahrtreferent an die KMD Danzig zurück. Koch war dann ab Juni 1941 als Wehrwirtschaftsoffizier zum Oberkommando der mit dem Deutschen Reich verbündeten Finnischen Armee kommandiert. Die Beförderung zum Kapitän zur See folgte am 1. März 1942. Ab September 1944 war Koch Leiter der Wehrwirtschaftsersatzabteilung im OKW in Berlin. Mit Kriegsende wurde er entlassen und wohnte ab 1957 in Regensburg, wo er 1977 starb.